# Noteriades argentatus
Noteriades argentatus är en biart som först beskrevs av Carl Eduard Adolph Gerstäcker 1857.  Noteriades argentatus ingår i släktet Noteriades och familjen buksamlarbin. Inga underarter finns listade i Catalogue of Life.